# Battaglia della Zelanda
La battaglia della Zelanda fu uno scontro armato della seconda guerra mondiale, durante le fasi finali dell'invasione tedesca dei Paesi Bassi e l'inizio della campagna di Francia. Tra il 10 e il 18 maggio del 1940 venticinquemila soldati olandesi e francesi cercarono di fermare l'avanzata inesorabile delle unità tedesche nella provincia della Zelanda. La battaglia terminò con la vittoria tedesca.

## Le difese
Nel tentativo di sollevare il morale degli Alleati e di rallentare o fermare l'avanzata tedesca, diversi battaglioni olandesi vennero inviati in Zelanda per preparare le linee difensive nella provincia. La prima di queste, la linea Bath (che prende il nome dalla vicina fortezza medievale di Bath), era poco più di una barriera anticarro, rinforzata con dodici casematte di cemento. La seconda, più difendibile, era la linea Zanddijk, posizionata più a ovest. Quest'ultima in realtà era formata da due linee, difese da due battaglioni di fanteria, il 3º Battaglione del 38º Reggimento di fanteria e il 1º Battaglione del 40º Reggimento di fanteria, supportati da cannoni contraerei, mortai e pochi pezzi d'artiglieria tutti oramai obsoleti. Le unità francesi erano cinque reggimenti di fanteria accorpati nella 68ª Divisione, più tre gruppi da ricognizione.

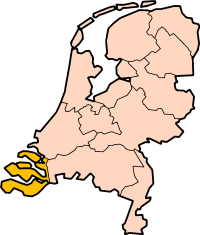
La provincia della Zelanda

## La battaglia

### 10 maggio
Il primo giorno di battaglia non vi furono scontri armati. I tedeschi attesero rinforzi da altre regioni occupate del paese, mentre gli olandesi terminarono di rinforzare le difese e attesero l'arrivo del contingente francese. Solamente l'aviazione tedesca eseguì qualche azione di mitragliamento sulle postazioni difensive.

### 11 maggio
L'11 maggio, la prima compagnia di soldati francesi giunse sul campo di battaglia. Nel primo pomeriggio, due battelli postali francesi, il Rouen e il Cote d'Argent, scortati dalle FS Cyclone e FS Scirocco e dalle britanniche HMS Valentine e HMS Winchester, giunsero a Flessinga. Le navi vennero attaccate dai bombardieri tedeschi, ma questi vennero respinti ben presto dai cannoni antiaerei. Un altro convoglio arrivo più tardi e i velivoli tedeschi attaccarono nuovamente, venendo di nuovo respinti dopo aver abbattuto però un caccia francese.
Per tutto il resto della giornata, i caccia Hurricane britannici pattugliarono la regione, ingaggiando battaglia con i caccia tedeschi diverse volte, abbattendone tre ma perdendone a loro volta sei. I bombardieri tedeschi sganciarono diverse serie di bombe oltre la prima linea difensiva, a Kreekrakdam, danneggiando sia la strada che la ferrovia locali. Due delle caserme usate dai difensori vennero distrutte e vennero disabilitate le linee telefoniche. Nessun soldato olandese venne ferito.
Nel frattempo l'esercito olandese a sud, in ritirata dopo lo sfondamento tedesco della linea Peel-Raam, si riorganizzò nell'area di Bergen op Zoom.

### 12 maggio
Il porto di Flessinga fu di nuovo un obiettivo tedesco nelle prime ore del mattino del 12 maggio. Le navi alleate e cannoni franco-olandesi aprirono subito il fuoco e giunsero in aiuto i caccia francesi. Quattro imbarcazioni furono affondate e la maggior parte delle infrastrutture portuali rimasero danneggiate. Furono colpite anche delle case e una chiesa causando la morte di cinque civili.
Le truppe olandesi a difesa della Linea Bath furono testimoni di un flusso sempre crescente di loro compagni d'armi che si ritiravano dalle difese orientali della provincia del Brabante Settentrionale. La caduta di queste difese impedì ai francesi di organizzare al meglio le difese di Anversa. Oltretutto, la prima linea di difesa belga lungo il Canale Albert era orma pressata da due divisioni corazzate e sopraffatta dagli assalti aerei. I belgi ben presto si sarebbero ritirati sulla linea Dyle.

### 13 maggio
Nel sud-ovest, i tedeschi avevano ormai raggiunto la Zelanda. Lungo la linea Bath, i difensori cominciarono ad udire, vicino Moerdijk, l'artiglieria pesante tedesca che si avvicinava con l'avanzata del nemico. Mentre i caccia tedeschi effettuavano l'ennesima incursione aerea sulle basi aeree di Flessinga, si sparse la voce che i tedeschi erano giunti sull'isola e stavano puntando su Flessinga stessa, voci che a sera si erano rivelate fasulle.
Il 13 maggio, l'attività aerea tedesca sulla Zelanda diminuì poiché molti squadroni vennero reindirizzati a supportare la 9ª Divisione Corazzata sull'isola Dordrecht e a colpire le postazioni meridionali della Fortezza Olanda.

### 14 maggio
A Bergen op Zoom, alcune unità delle dodici presenti si arresero a due compagnie di SS, causando la ritirata delle truppe francesi da Woensdrecht che lasciarono carri armati e rifornimenti alle loro spalle.
Una forza olandese di circa 200 uomini prese il controllo della foresta a sud di Bergen op Zoom, ma dovettero ritirarsi quando alle truppe francesi circostanti l'area venne ordinato di ripiegare. I francesi lanciarono un contrattacco a Huijbergen con veicoli corazzati e carri leggeri Hotchkiss H35, ma persero cinque veicoli Panhard 178 e duecento uomini vennero fatti prigionieri dai tedeschi, che continuarono l'avanzata prendendo un altro centinaio di prigionieri tra francesi e olandesi.
I difensori nelle casematte non poterono aggregarsi alla ritirata generale e rimasero sulle loro posizioni, impedendo così l'immediata caduta della linea di difesa. Quando le SS tedesche testarono la forza delle difese, si ritrovarono di fronte a postazioni di mitragliatrici che ne bloccarono ogni via d'accesso. A sera, il fuoco d'artiglieria tedesco cominciò a diminuire fino a cessare del tutto. Con l'eccezione di alcune sezioni nel settore centrale e delle casematte, la linea Bath era deserta.
L'esercito olandese gettò le armi alle 19:00, arrendendosi ai tedeschi, tranne che le forze in Zelanda. La capitolazione formale venne firmata il giorno seguente.

### 15 maggio
Nella tarda serata del 14 maggio, i tedeschi idearono un piano di battaglia per un assalto contro le forze rimanenti nella linea Bath. Il piano prevedeva inizialmente di inviare una richiesta di negoziazione, nella quale i tedeschi chiedevano un'immediata ed incondizionata resa dell'intera linea, oppure avrebbero scatenato un attacco senza precedenti. La minaccia era però solo un espediente per terrorizzare gli olandesi, dato che non avevano le risorse per eseguire quanto detto. Tuttavia, gli olandesi ripiegarono quella notte stessa.
All'alba, gli uomini del Reggimento SS Deutschland con cautela si avvicinarono alla linea Bath; quando trovarono le difese deserte, si affrettarono ad avanzare oltre. Alcuni olandesi, colti di sorpresa, furono fatti prigionieri.
La linea Zanddijk era la principale linea difensiva delle isole centrali della Zelanda. Tre casematte al complesso di chiuse nel sud e due casematte su ogni sponda della ferrovia erano le sole postazioni cementizzate. Oltre a queste vi erano trincee e costruzioni rinforzate fatte di terra e legname. Alcuni campi minati erano stati posizionati in luoghi strategici lungo la via ferroviaria.
Quando i tedeschi lanciarono l'attacco, le mitragliatrici olandesi li costrinsero a ripararsi nei campi minati dove le mine mieterono circa sedici vittime delle SS. Gli uomini del genio militare furono inviati a sminare l'area, protetti dalle mitragliatrici tedesche. Una volta completato il lavoro, venne dato ordine di riprendere l'attacco e quattro batterie d'artiglieria tedesche cominciarono a bersagliare le linee olandesi, in special modo i due lati del Tholseindsedijk.
I tedeschi attaccarono quindi nuovamente, questa volta con il supporto aereo. L'artiglieria navale olandese continuò a bersagliare i tedeschi, costringendoli a restare al riparo fino a quando l'artiglieria non cessò il fuoco. Nel frattempo le truppe olandesi evacuarono l'area del settore più settentrionale e attraversarono il ponte sul canale Postbrug.
L'unico settore della Linea Zanddijk che non venne evacuato fu quello più a sud, che venne colpito ripetutamente dall'aviazione tedesca, obbligando in poche ore gli olandesi a ritirarsi.

#### Tholen
Tholen, un'isola naturale una volta parte del Brabante Settentrionale, era separata dall'entroterra dall'Eendracht, un canale poco profondo e melmoso. La cittadina capoluogo dell'isola porta lo stesso nome dell'isola stessa ed aveva l'unico collegamento con il resto del paese. Le forze a difesa dell'isola, poco più di due compagnie, erano concentrate lungo l'Eendracht.
Il 15 maggio, una pattuglia tedesca si avvicinò al ponte sul canale ma venne rapidamente respinta dalle mitragliatrici olandesi. I tedeschi tentarono così un negoziato chiedendo la resa dell'isola, richiesta che venne rifiutata. Ben presto, l'artiglieria tedesca cominciò a bersagliare i difensori, che subirono danni lievi. In seguito, la fanteria tedesca cominciò ad avanzare e gli olandesi li lasciarono fare finché non giunsero ad una barriera stradale, dove vennero colpiti duramente dai mortai e dalle mitragliatrici olandesi. I tedeschi subirono così pesanti perdite e furono costretti a ritirarsi dopo aver perso una ventina di uomini, a fronte di appena due perdite per gli olandesi.
Rendendosi conto di non poter resistere a lungo, gli olandesi si ritirarono verso l'interno dell'isola durante la notte.

### 16 maggio
Le unità delle SS erano state fermate sul canale attraverso lo Zuid-Beveland, dopo aver attraversato le due linee difensive il 15 maggio. Tuttavia, nella notte, alcuni soldati riuscirono ad attraversare il canale a bordo di zattere. I due battaglioni francesi a difesa del canale, non più di 1 250 uomini, dovettero difendere un fronte di 9 km anche se il canale, profondo dai 50 ai 90 m, offriva una valida difesa contro i tedeschi. Dato che tutti i ponti erano stati distrutti, un eventuale assalto doveva essere fatto esclusivamente a bordo di zattere o piccole imbarcazioni. L'aviazione tedesca continuò a demoralizzare i francesi con la sua presenza, spingendo diversi di questi ultimi ad abbandonare i loro posti di combattimento. Nel frattempo i francesi avevano anche chiesto il supporto della loro artiglieria ma, a causa della scarsa precisione delle loro armi, i comandanti d'artiglieria ordinarono che il fuoco fosse diretto ad un centinaio di metri di distanza da i loro compagni lungo il canale.
In breve, l'intera forza d'occupazione dell'area settentrionale del canale fuggì, in una disperata corsa per la salvezza, seguiti poco tempo dopo dai loro compagni. Intanto i tedeschi erano riusciti a riparare il ponte più a nord e ad inviare oltre il canale alcuni veicoli corazzati e motociclette che, poco prima del tramonto, raggiunsero la diga Sloedam senza trovare ostacoli lungo il cammino.
La maggior parte delle unità olandesi attorno a Goes riuscirono ad attraversare la diga o a prendere il traghetto per Noord-Beveland prima di sera, mentre molti dei francesi vennero accerchiati. L'aviazione tedesca aveva respinto ogni velivolo alleato nella regione ed ottenendo quindi la piena libertà di agire sul nemico in ritirata.

#### Tholen
La mattina del 16 maggio, i tedeschi tentarono un nuovo negoziato per convincere gli olandesi ad arrendersi ma nuovamente questi rigettarono l'offerta. Due ore più tardi, l'artiglieria tedesca aprì il fuoco sulle postazioni olandesi e durante il bombardamento, un comandante di battaglione olandese contattò i suoi superiori a Middleburg chiedendo istruzioni. Hendrik Jan van der Stad, comandante delle truppe olandesi nella regione, si complimentò per la resistenza del giorno prima ed affermò che le truppe a Tholen dovevano evacuare l'isola e rinforzare le unità a difesa di un'altra isola, la Schouwen-Duiveland.
A fine giornata, l'isola di Schouwen-Duiveland venne attaccata dai tedeschi, obbligando così il comandante locale olandese ad ordinare la ritirata, lasciando l'intera linea costiera dei Paesi Bassi in mani tedesche.

### 17 maggio
La diga Sloedam era un punto strategico sull'isola di Walcheren. Alcune zone fangose su entrambi i lati della diga rendeva possibile alla fanteria leggera di attraversare il canale Sloe ma gli uomini avrebbero rischiato comunque di morire affogati.
I francesi avevano ipotizzato di inviare altre truppe a Walcheren ma poi cambiarono idea poiché ritennero le truppe già presenti sufficienti a fornire un'adeguata resistenza. Se l'isola fosse caduta, ciò avrebbe comportato un'inevitabile ritirata generale delle truppe francesi. Poiché l'obiettivo di proteggere Anversa e la Schelda non erano ancora stati raggiunti, la battaglia in corso a Zuid-Beveland e quella prossima a Walcheren avevano come unico obiettivo coprire il fianco settentrionale delle truppe francesi a nord di Anversa.
All'alba del 17 maggio, gli obici tedeschi, posizionati presso Lewedorp, aprirono il fuoco. L'artiglieria francese e le forze navali alleate congiunte risposero bersagliando le unità d'avanguardia tedesche. L'attaccò finì subito in stallo e per la prima volta nella campagna della Zelanda, i tedeschi si ritirarono, lasciandosi dietro molti morti e feriti. I tedeschi, inviarono quindi un nuovo massiccio assalto alle difese francesi e, a fine giornata Walcheren era sotto il controllo tedesco.
I tedeschi spostarono quindi la loro attenzione su Flessinga. Cominciarono così ad avanzare verso la città, trovando resistenza solo presso i sobborghi urbani della città. I francesi e gli olandesi a difesa cominciarono a ritirarsi ma il comandante francese, Deslaurens, riunì gli ultimi uomini rimasti e preparò le difese. Tuttavia, queste furono respinte indietro in breve tempo e Deslaurens rimase ucciso negli scontri, divenendo l'unico generale ad essere ucciso in Olanda nel maggio 1940. Durante la notte, i tedeschi eliminarono le ultime sacche di resistenza e le truppe rimaste a Walcheren, in maggioranza olandesi, si arresero all'alba.

#### Il bombardamento di Middelburg
Il 17 maggio, i tedeschi lanciarono un massiccio raid aereo su Middelburg, che venne superato per devastazione solo dal bombardamento di Rotterdam. Circa seicento edifici furono distrutti dalle bombe e dagli incendi seguenti l'attacco aereo, lasciando ottocento persone senza casa.
La stampa olandese, una delle prime fonti ufficiali ad essere "nazificate", riportò la devastazione del bombardamento a fine maggio e nei primi giorni di giugno. Gli incendi in città continuarono fino alla sera del 18 maggio, quando circa cinquecento pompieri e volontari riuscirono a controllare le fiamme e prevenire altra distruzione. Gli ultimi focolari vennero estinti entro quaranta giorni dopo il raid.

## La resa
Nel tardo pomeriggio del 17 maggio, fu chiaro che i tedeschi avevano conquistato l'intera Zelanda, tranne le Fiandre zelandesi. Una volta perso il contatto con il comando, soprattutto a causa del bombardamento di Middelburg, le varie unità olandesi sparse per la regione cominciarono ad arrendersi.
Molti ufficiali e il sindaco di Middelburg interrogarono Van der Stad quando offrì la capitolazione di Walcheren ai tedeschi, poiché sull'isola vi erano ancora truppe francesi impegnate in combattimenti e queste non erano sotto l'autorità olandese.
A tarda serata, una comunicazione radio venne trasmessa riguardo alla resa delle forze olandesi a Walcheren e Zuid-Beveland. Mezz'ora dopo le truppe tedesche marciavano lungo la strada a est di Middelburg incontrastate.
Il Noord-Beveland non era ufficialmente parte dell'armistizio ma la mattina del 18 maggio un ufficiale tedesco venne inviato con una bandiera bianca e con l'ordine di comunicare la resa olandese nella regione. Isolate dal resto del paese, le forze olandesi nella regione decisero così di arrendersi.

## Le conseguenze

### Le forze navali olandesi
La maggior parte delle unità navali olandesi vennero evacuate già il 14 maggio e le rimanenti vennero catturate od inviate ai britannici. Quelle che raggiunsero la Gran Bretagna vennero poi inviate a difendere le Indie orientali olandesi, quando la colonia venne invasa dai giapponesi.

### Le vittime
Gli olandesi persero 38 uomini, cinque dei quali erano ufficiali. I francesi subirono il maggior numero di perdite, con 229 morti, mentre i tedeschi persero 97 uomini. Le vittime britanniche in Zelanda non sono note.